# Gaëtan Kakudji
Gaëtan Kakudji, né le 3 octobre 1942 à Ankoro (province du Katanga, au Congo), et mort le 21 juillet 2009 à Bruxelles, est un sénateur congolais.